# United Microelectronics Corporation
United Microelectronics Corporation, UMC — тайваньский производитель микроэлектроники (полупроводниковых изделий), образованный в 1980 году из спонсируемого государством Industrial Technology Research Institute (ITRI).
UMC — первая компания, начавшая промышленное производство микросхем на пластинах диаметром 300 мм и первая, внедрившая техпроцесс 28 нм. Акции компании торгуются на Тайваньской фондовой бирже с 1985 года.
Согласно информации TrendForce на конец 2017 года, United Microelectronics Corporation — третий по объёму контрактный производитель полупроводниковых микросхем с долей рынка 8,5 %. На первом месте находится TSMC (55,9 %), на втором — GlobalFoundries (9,4 %).

## Производственные мощности
Бо́льшая часть микроэлектронных производств UMC расположена в Тайване, в Синьчжу; две самые современные фабрики находятся в Сингапуре (техпроцесс 55 нм) и в Тайнане (Тайвань, техпроцесс 28 нм):
| Название фабрики | Техпроцесс    | Месторасположение | Диаметр пластин | Производительность, пластин в месяц |
| ---------------- | ------------- | ----------------- | --------------- | ----------------------------------- |
| Fab 6A           | 0,45 мкм      | Синьчжу, Тайвань  | 150 мм          | 50 000                              |
| Fab 8AB          | 0,25 мкм      | Синьчжу, Тайвань  | 200 мм          | 70 000                              |
| Fab 8C           | 0,35—0,11 мкм | Синьчжу, Тайвань  | 200 мм          | 29 000                              |
| Fab 8D           | 90 нм         | Синьчжу, Тайвань  | 200 мм          | 32 000                              |
| Fab 8E           | 180 нм        | Синьчжу, Тайвань  | 200 мм          | 35 000                              |
| Fab 8F           | 150 нм        | Синьчжу, Тайвань  | 200 мм          | 32 000                              |
| Fab 8S           | 0.35—0.25 мкм | Синьчжу, Тайвань  | 200 мм          | 25 000                              |
| Fab 8N           | 0,35—0,11 мкм | Сучжоу, Китай     | 200 мм          | 50 000                              |
| Fab 12A          | 28 нм         | Тайнань, Тайвань  | 300 мм          | 55 000                              |
| Fab 12i          | 55 нм         | Сингапур          | 300 мм          | 45 000                              |

## Доходы
Чистая прибыль по итогам 2020 года составила 1,04 млрд долларов, операционная — 0,786 млрд.
| Технопроцесс        | 3Q21 | 3Q20 | 3Q19 | 3Q18 |
| ------------------- | ---- | ---- | ---- | ---- |
| 14 нм и меньше      | 0 %  | 0 %  | 0 %  | 5 %  |
| 14 нм<x≤28 нм       | 19 % | 14 % | 12 % | 13 % |
| 28 нм<x≤40 нм       | 18 % | 23 % | 26 % | 22 % |
| 40 нм<x≤65 нм       | 19 % | 19 % | 14 % | 12 % |
| 65 нм<x≤90 нм       | 8 %  | 10 % | 12 % | 10 % |
| 90 нм<x≤0,13 мкм    | 12 % | 11 % | 11 % | 11 % |
| 0,13 мкм<x≤0,18 мкм | 13 % | 13 % | 13 % | 14 % |
| 0,18 мкм<x≤0,35 мкм | 8 %  | 8 %  | 9 %  | 10 % |
| 0,5 мкм и больше    | 3 %  | 2 %  | 3 %  | 3 %  |